# Conjonctivite du chat
La conjonctivite du chat est l'inflammation de la conjonctive, une muqueuse recouvrant le blanc de l'œil et la face postérieure de la paupière du chat. Une simple poussière dans l'œil peut provoquer l'irritation de cette délicate membrane, mais il peut aussi arriver que la conjonctivite soit le signe d'une infection plus grave.
La plupart du temps, quand un chat souffre d'un seul œil, il s'agit d'une égratignure ou d'une poussière qui irrite sa conjonctive. Néanmoins, une chlamydiose ou une mycoplasmose peuvent également atteindre un œil puis s'étendre à l'autre (après une semaine environ).
En revanche, quand les deux yeux sont touchés par une conjonctivite, on a souvent affaire à une infection liée aux voies respiratoires supérieures.
Bien entendu, le traitement dépendra du diagnostic, mais dans la plupart des cas, une crème ou des gouttes seront nécessaires.